# Classic Rock Lifestyle
Classic Rock Lifestyle è un periodico fondato nel 2012 come versione italiana della rivista inglese Classic Rock.

## Storia

### 1998: la nascita della britannicaClassic Rock
Nel 1998 nacque la rivista britannica Classic Rock, che fu inizialmente una pubblicazione saltuaria. La rivista ottenne un buon successo, divenendo presto pubblicazione mensile, ed in seguito una delle riviste di musica più vendute nel Regno Unito, rivolgendosi principalmente ad un target di appassionati dei grandi nomi della storia del rock.
La rivisra si presentava in un formato magazine coloratissimo e patinato, con copertine date a band rock dichiaratamente mainstream come Queen, Guns N' Roses, Black Sabbath / Ozzy Osbourne, Bon Jovi, Iron Maiden, Aerosmith, Led Zeppelin, Metallica e Mötley Crüe.

### 2012:Classic Rock Lifestylee la nascita della versione italiana
Classic Rock Lifestyle nacque nel dicembre 2012 come versione italiana della rivista inglese Classic Rock, pubblicato dalla Sprea Editori. La rivista comprende articoli adattati dall'edizione originale ed altri scritti appositamente per il mercato italiano; il direttore della rivista è Francesco Coniglio, mentre il caporedattore è Maurizio Becker.
Tra i collaboratori della rivista vi sono Francesco Pascoletti, Renato Marengo, Federico Guglielmi, Tony Face, Fernando Fera, Eleonora Bagarotti, Mario Giammetti, Gianni Della Cioppa, Vito Vita, Antonio Bacciocchi, Tonino Merolli e Luca Fassina.
Dal numero 58 ha accorciato la denominazione in Classic Rock.